# Amedeo di Savoia-Aosta (viceré d'Etiopia)
Amedeo di Savoia, duca d'Aosta (Amedeo Umberto Lorenzo Marco Paolo Isabella Luigi Filippo Maria Giuseppe Giovanni; Torino, 21 ottobre 1898 – Nairobi, 3 marzo 1942), è stato un generale e aviatore italiano, membro della famiglia reale italiana appartenente al ramo Savoia-Aosta; fu viceré d'Etiopia dal 1937 al 1941. Venne soprannominato Duca di Ferro e Eroe dell'Amba Alagi.

## Biografia

### Infanzia ed educazione
Amedeo nacque a Torino nel 1898 da Emanuele Filiberto, secondo duca d'Aosta, e da Elena di Borbone-Orléans. Quale erede del ducato d'Aosta ricevette il titolo di duca delle Puglie. A nove anni fu inviato al collegio di St. Andrew di Londra, dove imparò perfettamente la lingua inglese; tornato in Italia, nel 1914 fu avviato alla carriera militare e iscritto al Reale collegio della Nunziatella di Napoli.
Ben presto Amedeo si scontrò con le rigide consegne imposte agli altri studenti: nessuno doveva rivolgersi per primo al principe e, se interpellato, doveva mettersi sull'attenti e rispondere esclusivamente: «Sì, Altezza reale» o «No, Altezza reale»; infastidito da tanta formalità, Amedeo permise ai propri compagni di dargli del tu e di omettere il titolo di Altezza reale.

### Carriera militare
All'ingresso dell'Italia nella prima guerra mondiale si arruolò volontario, a soli sedici anni, come soldato semplice nel Reggimento artiglieria a cavallo Voloire. Il padre Emanuele Filiberto lo presentò al generale Petitti di Roreto, dicendo: «Nessun privilegio, sia trattato come gli altri».
Venne subito destinato alla prima linea, con il grado di caporale e servente d'artiglieria sul Carso, guadagnandosi sul campo prima il grado di tenente in s.p.e., per merito di guerra, e nel 1917 quello di capitano. Al termine del conflitto ottenne dai genitori il permesso di seguire lo zio Luigi Amedeo, duca degli Abruzzi in Somalia, impegnato nell'esplorazione del fiume Uèbi Scebèli, allo scopo di stabilire una fattoria per la coltivazione di cotone, canna da zucchero e semi oleosi; insieme costruirono una ferrovia ed un villaggio, battezzato Villaggio Duca degli Abruzzi. Nel 1920 a Palermo conseguì la licenza liceale.
Nel 1921 Amedeo partì per il Congo Belga; il temporaneo allontanamento, secondo la cronaca scandalistica dell'epoca, derivò da una sua battuta sul re e sulla regina: durante un ricevimento a palazzo, all'apparire dei sovrani, si disse avesse detto: «Ecco Curtatone e Montanara»: Il riferimento alla battaglia risorgimentale era velatamente rivolto alla bassa statura di Vittorio Emanuele e alla nazione di provenienza della regina, il Montenegro. La battuta fu sentita e il giorno dopo il padre fu convocato dal re; ne scaturì l'allontanamento da corte. Amedeo si recò in Africa e si fece assumere sotto pseudonimo come operaio semplice in una fabbrica di sapone a Stanleyville (oggi Kisangani).
Nel 1923, rientrato in Italia, a Palermo riprese la carriera militare con il grado di maggiore e, successivamente, si laureò in giurisprudenza all'università di Palermo con una tesi in diritto coloniale, intitolata I concetti informatori dei rapporti giuridici fra gli stati moderni e le popolazioni indigene delle colonie, esaminando il problema coloniale sotto l'aspetto morale e sostenendo che l'imposizione della sovranità d'uno Stato straniero sugl'indigeni si giustifica moralmente solo col miglioramento delle condizioni di vita delle popolazioni colonizzate.

### Aviatore
Il 24 luglio 1926 conseguì il brevetto di pilota militare. Tornato in Africa, Amedeo compì numerosi voli di ricognizione, guadagnandosi una medaglia d'argento al valor militare per le ardite azioni in volo sulla Cirenaica. A seguito della morte del padre, Emanuele Filiberto, nel 1931, Amedeo assunse il titolo di duca d'Aosta. Quell'anno divenne comandante del 23º Reggimento Artiglieria da Campagna di stanza a Trieste e risiedette presso il Castello di Miramare.
Nel 1932 fu trasferito nella Regia Aeronautica e l'11 giugno assunse con il grado di colonnello il comando del 21º Stormo Ricognizione terrestre, di stanza all'aeroporto di Gorizia; il 1º maggio 1933 il duca lasciò il comando del 21º Stormo per quello del 4º Stormo Caccia fino al marzo 1934; il 1º marzo 1934 fu promosso generale di brigata aerea ed assunse il comando della III Brigata aerea di Gorizia; in quel periodo fu anche presidente onorario della Triestina; nel 1935, allo scoppio della guerra d'Etiopia, chiese d'andare al fronte, ma il re rifiutò, motivando il proprio no con la sua posizione nell'ordine di successione al trono; nel 1936, da generale di divisione aerea, fu posto al comando della 1ª divisione aerea Aquila fino al 12 dicembre 1937; il 16 novembre 1937 fu nominato generale di squadra aerea.

### Possibili nomine
Intanto si parlava anche di proposte e intese per far diventare Amedeo re di qualche nazione europea: al termine della guerra civile spagnola, nel 1939, si era pensato di assegnargli il trono di Spagna, lasciato libero dai Borbone, ma la proposta decadde per l'opposizione di Francisco Franco.
In seguito ci furono incontri fra alti esponenti politici ungheresi ed italiani affinché Amedeo cingesse la corona d'Ungheria, rimasta vacante dopo la sconfitta degli Asburgo al termine della prima guerra mondiale (volendo mantenere la monarchia, dato che la corona rappresentava l'unità e l'indipendenza dello stato, al termine della prima guerra mondiale gli ungheresi trovarono una soluzione di compromesso, nominando un reggente nella persona dell'ammiraglio Miklós Horthy, in attesa della futura salita al trono di qualche re che non fosse un Asburgo, dinastia contro la quale le potenze vincitrici della guerra avevano posto il veto. La morte di Amedeo nel 1942, però, fece sfumare il piano di mettere un Savoia sul trono di Budapest).

### Matrimonio

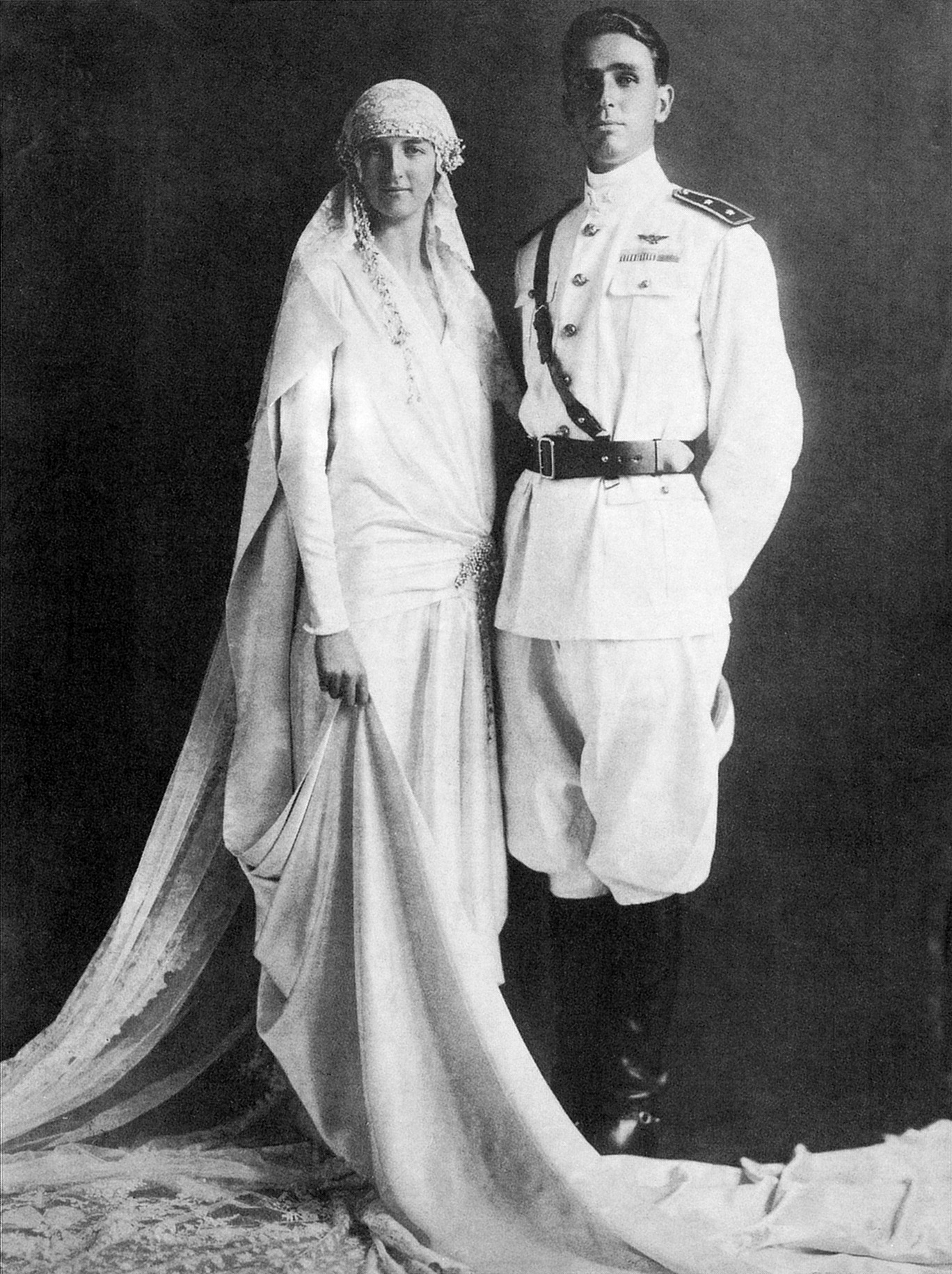
Amedeo di Savoia-Aosta e la moglie Anna d'Orléans il 5 novembre 1927

Amedeo sposò Anna d'Orléans (Le Nouvion-en-Thiérache, 5 agosto 1906 - Sorrento, 19 marzo 1986) il 5 novembre 1927 a Napoli.

### Viceré d'Etiopia
Dopo la seconda guerra italo-abissina, il 21 dicembre 1937 Amedeo di Savoia si insediò come governatore generale dell'Africa Orientale Italiana e viceré d'Etiopia, rinnovando l'autorizzazione, fino al marzo del 1939, all'impiego dei gas nelle azioni repressive contro la resistenza etiope e le popolazioni civili. In quegli anni contribuì alla realizzazione di rilevanti opere pubbliche.
Nel 1938, su ordine di Mussolini e sulla falsariga delle leggi razziali fasciste, Amedeo d'Aosta commissionò al colonnello degli alpini Giuseppe Adami (capo dell'Ufficio topografico dell'Impero) l'individuazione d'un territorio adatto a ospitare un numero iniziale di 1400 famiglie di religione ebraica. Tale valutazione preliminare si inseriva nell'ambito della progettata creazione d'una colonia ebraica in Etiopia, poi non concretatasi.
Nel 1940 era stato nominato generale d'armata aerea e, con l'entrata dell'Italia in guerra il 10 giugno 1940, divenne comandante superiore delle forze armate dell'Africa Orientale Italiana.
Nel 1941, di fronte alla travolgente avanzata degli inglesi nell'Africa Orientale Italiana, le poche truppe italiane rimaste al suo comando si ritirarono per organizzare l'ultima resistenza sulle montagne etiopiche.

### Disfatta dell'Amba Alagi
Amedeo s'asserragliò dal 17 aprile al 17 maggio 1941 sull'Amba Alagi con 7 000 uomini, una forza composta di carabinieri, avieri e marinai della base di Assab, 500 soldati della sanità e circa 3.000 militari delle truppe indigene. Lo schieramento italiano venne ben presto stretto d'assedio dalle forze del generale Alan Cunningham (39 000 uomini). I soldati italiani, inferiori sia per numero sia per mezzi, diedero prova di grande valore ma, stremati dal freddo e dalla mancanza di munizioni, acqua e legna, dovettero arrendersi ai britannici. Il giorno 14 maggio 1941 Amedeo ottenne da Mussolini l'autorizzazione alla resa e designò come negoziatore il generale Volpini, che però fu massacrato con la sua scorta dai ribelli etiopici che circondavano le linee italiane.
Poco prima della resa, Amedeo autorizzò gli indigeni della sua truppa a tornare nei propri villaggi (e autorizzò i suoi ufficiali a fare lo stesso) ma, come risulta dai bollettini del 1941 del SIM, gli abbandoni non furono superiori alla quindicina di casi, testimoniando il profondo legame che s'era instaurato fra lui, i suoi più giovani ufficiali e i loro àscari. A mezzogiorno del 17 maggio le condizioni della resa vennero pattuite dai generali Trezzani e Cordero di Montezemolo per parte italiana, e dal colonnello Dudley Russel per parte britannica; i militari di Sua Maestà Britannica, non solo in omaggio del comandante nemico, ma anche in segno di ammirazione per la fermezza da loro mostrata, resero gli onori delle armi ai superstiti, facendo conservare agli ufficiali la pistola d'ordinanza.
Lunedì 19 maggio 1941, all'ingresso della caverna-comando, comparve Amedeo d'Aosta, e da Forte Toselli il duca s'avviò scendendo con il generale inglese Maine alla sua sinistra, scortato da un sottufficiale sudafricano; su due colonne li seguivano i soldati del presidio, carichi d'armi leggere, zaini, valigie di cartone legate con lo spago, chitarre e fagotti; e Amedeo d'Aosta rese il saluto al picchetto d'onore e alla bandiera italiana che si ammainava.

### Prigionia e morte
Amedeo, prigioniero di guerra numero 11590, venne trasferito in Kenya in aereo; durante il volo gli vennero ceduti per alcuni istanti i comandi, in modo da consentirgli di pilotare per l'ultima volta. Arrivato in Kenya, venne tenuto prigioniero dagl'inglesi insieme al suo Ufficiale d'ordinanza (il tenente pilota Flavio Danieli)  presso Dònyo Sàbouk, una località insalubre e infestata dalla malaria situata a 70 chilometri da Nairobi. Nonostante Amedeo intercedesse presso le autorità inglesi affinché queste migliorassero le condizioni dei militari italiani e per il rimpatrio dei civili, il comando britannico non gli consentì di ricevere nessuno, né di visitare gli altri prigionieri.
Nel novembre 1941 Amedeo iniziò ad accusare alcuni malori: a dicembre una febbre alta lo costrinse a letto. Tre settimane dopo il comando britannico permise ad Amedeo di recarsi a visitare i prigionieri italiani (sarebbe stata l'ultima sua uscita), ma gli impedirono di salutarli personalmente: Amedeo ottenne solo che la sua vettura procedesse a passo d'uomo di fronte ai cancelli del campo di prigionia. Il 26 gennaio 1942 gli vennero diagnosticate malaria e tubercolosi: tale responso medico, per le condizioni in cui il duca si trovava, significava morte certa.
Amedeo morì il 3 marzo 1942 nell'ospedale militare di Nairobi, dove fu da ultimo ricoverato; al suo funerale anche i generali britannici indossarono il lutto al braccio; per sua espressa volontà è sepolto al sacrario militare italiano di Nyeri, in Kenya, insieme con 676 suoi soldati. Poiché Amedeo aveva avuto solo figlie, nel titolo ducale gli succedette il fratello Aimone. Amedeo aveva fama di essere un gentiluomo: prima di lasciare la sua sede di Addis Abeba, scrisse una nota ai comandi britannici per ringraziarli in anticipo della futura protezione alle donne e ai bambini del luogo.

## Discendenza
Dal matrimonio tra Amedeo di Savoia-Aosta ed Anna d'Orléans nacquero:
- Margherita di Savoia-Aosta (Margherita Isabella Maria Vittoria Emanuela Elena Gennara, Napoli, 7 aprile 1930 - Basilea 10 gennaio 2022), coniugata dal 28 dicembre 1953 con Roberto d'Asburgo-Este; la coppia ha avuto tre figli e due figlie.
- Maria Cristina di Savoia-Aosta (Trieste, 10 settembre 1933 - San Paolo del Brasile, 18 novembre 2023), coniugata dal 29 gennaio 1967 con Casimiro di Borbone-Due Sicilie; la coppia ha avuto due figli e due figlie.

## Monumenti e dediche

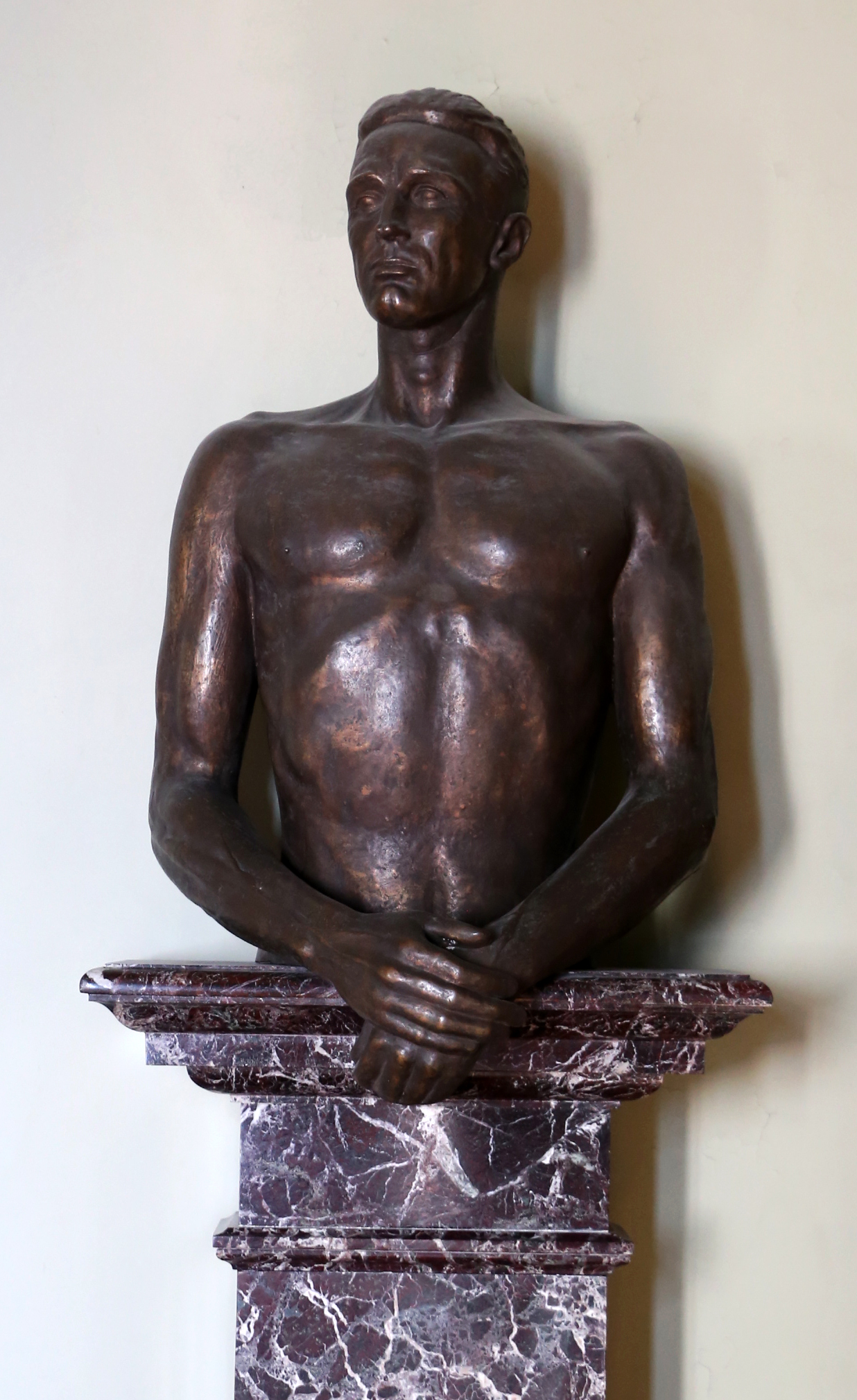
Busto del Duca d'Aosta nell'appartamento del duca Amedeo nel Castello di Miramare

Gli è stato intitolato il 4º Stormo dell'Aeronautica Militare.
A Roma sono intitolati ad Amedeo di Savoia-Aosta la galleria Principe Amedeo di Savoia-Aosta, che sottopassa il Gianicolo fuori dal Vaticano, tra porta Cavalleggeri e porta Santo Spirito; e il ponte omonimo, aperto nel 1942. In origine le due opere venivano designate come "Galleria gianicolense" e "Nuovo ponte dei Fiorentini".
Il 4 novembre 1962, per iniziativa dell'aeroclub locale e con la partecipazione dell'Associazione arma aeronautica e dell'Aeronautica Militare, il presidente della Repubblica Antonio Segni inaugurò un monumento in onore del principe Amedeo all'aeroporto di Gorizia; il monumento è composto di dieci cippi rievocanti le tappe più significative delle imprese militari di Amedeo, sopra i quali si eleva una statua in marmo travertino alta 5 metri che raffigura il Duca in divisa da aviatore con il viso rivolto verso l'Africa.
Un altro monumento ad Amedeo si trova nel parco del castello di Miramare a Trieste, dove risiedette con la famiglia prima della partenza per l'Etiopia; questo castello è risultato funesto per chi vi ha abitato: Massimiliano d'Asburgo partì per cingere la corona imperiale del Messico e lì morì, mentre Amedeo partì per l'Impero d'Etiopia, di cui fu viceré, e morì in prigionia.
In questi anni molte vie e piazze sono state intitolate al viceré Amedeo: un suo busto di bronzo, dono della moglie Anna di Francia, si trova all'interno del castello di Miramare, e due stanze dello stesso sono a lui dedicate con interessante documentazione; Il portale internautico dell'Aeronautica Militare ha redatto una pagina, intitolata I grandi aviatori, dove vengono citate le maggiori personalità storiche dell'aviazione italiana, collocando tra di esse Amedeo di Savoia-Aosta.

## Ascendenza
|                                            |                              |                                         | Genitori                                   |  |  | Nonni |  |  | Bisnonni                          |  |  | Trisnonni               |  |
|                                            |                              |                                         |                                            |  |  |       |  |  | Vittorio Emanuele II, re d'Italia |  |  | Carlo Alberto di Savoia |  |
|                                            |                              |                                         |                                            |  |  |       |  |  | Vittorio Emanuele II, re d'Italia |  |  | Carlo Alberto di Savoia |  |
|                                            |                              | Maria Teresa d'Asburgo-Lorena           |                                            |  |  |       |  |  | Vittorio Emanuele II, re d'Italia |  |  |                         |  |
| Amedeo I di Spagna                         |                              |                                         |                                            |  |  |       |  |  | Vittorio Emanuele II, re d'Italia |  |  |                         |  |
|                                            |                              | Maria Adelaide d'Asburgo-Lorena         | Ranieri Giuseppe d'Asburgo-Lorena          |  |  |       |  |  |                                   |  |  |                         |  |
|                                            |                              | Maria Adelaide d'Asburgo-Lorena         | Ranieri Giuseppe d'Asburgo-Lorena          |  |  |       |  |  |                                   |  |  |                         |  |
|                                            |                              | Maria Adelaide d'Asburgo-Lorena         | Maria Elisabetta di Savoia-Carignano       |  |  |       |  |  |                                   |  |  |                         |  |
| Emanuele Filiberto di Savoia, duca d'Aosta |                              | Maria Adelaide d'Asburgo-Lorena         |                                            |  |  |       |  |  |                                   |  |  |                         |  |
|                                            |                              | Carlo Emanuele dal Pozzo della Cisterna | Giuseppe Alfonso dal Pozzo della Cisterna  |  |  |       |  |  |                                   |  |  |                         |  |
|                                            |                              | Carlo Emanuele dal Pozzo della Cisterna | Giuseppe Alfonso dal Pozzo della Cisterna  |  |  |       |  |  |                                   |  |  |                         |  |
|                                            |                              | Carlo Emanuele dal Pozzo della Cisterna | Maria Anna Balbo Bertone                   |  |  |       |  |  |                                   |  |  |                         |  |
| Maria Vittoria dal Pozzo della Cisterna    |                              | Carlo Emanuele dal Pozzo della Cisterna |                                            |  |  |       |  |  |                                   |  |  |                         |  |
|                                            |                              | Luisa Carolina Ghislaine di Merode      | Werner di Merode-Westerloo                 |  |  |       |  |  |                                   |  |  |                         |  |
|                                            |                              | Luisa Carolina Ghislaine di Merode      | Werner di Merode-Westerloo                 |  |  |       |  |  |                                   |  |  |                         |  |
|                                            |                              | Luisa Carolina Ghislaine di Merode      | Victoire de Spangen d'Uyternesse           |  |  |       |  |  |                                   |  |  |                         |  |
| Amedeo di Savoia, duca d'Aosta             |                              | Luisa Carolina Ghislaine di Merode      |                                            |  |  |       |  |  |                                   |  |  |                         |  |
|                                            | Ferdinando Filippo d'Orléans | Luigi Filippo I di Francia              |                                            |  |  |       |  |  |                                   |  |  |                         |  |
|                                            | Ferdinando Filippo d'Orléans | Luigi Filippo I di Francia              |                                            |  |  |       |  |  |                                   |  |  |                         |  |
|                                            | Ferdinando Filippo d'Orléans | Maria Amalia di Borbone-Due Sicilie     |                                            |  |  |       |  |  |                                   |  |  |                         |  |
| Filippo d'Orléans                          | Ferdinando Filippo d'Orléans |                                         |                                            |  |  |       |  |  |                                   |  |  |                         |  |
|                                            |                              | Elena di Meclemburgo-Schwerin           | Federico Ludovico di Meclemburgo-Schwerin  |  |  |       |  |  |                                   |  |  |                         |  |
|                                            |                              | Elena di Meclemburgo-Schwerin           | Federico Ludovico di Meclemburgo-Schwerin  |  |  |       |  |  |                                   |  |  |                         |  |
|                                            |                              | Elena di Meclemburgo-Schwerin           | Carolina Luisa di Sassonia-Weimar-Eisenach |  |  |       |  |  |                                   |  |  |                         |  |
| Elena di Francia                           |                              | Elena di Meclemburgo-Schwerin           |                                            |  |  |       |  |  |                                   |  |  |                         |  |
|                                            |                              | Antonio d'Orléans, duca di Montpensier  | Luigi Filippo I di Francia                 |  |  |       |  |  |                                   |  |  |                         |  |
|                                            |                              | Antonio d'Orléans, duca di Montpensier  | Luigi Filippo I di Francia                 |  |  |       |  |  |                                   |  |  |                         |  |
|                                            |                              | Antonio d'Orléans, duca di Montpensier  | Maria Amalia di Borbone-Due Sicilie        |  |  |       |  |  |                                   |  |  |                         |  |
| Maria Isabella d'Orléans                   |                              | Antonio d'Orléans, duca di Montpensier  |                                            |  |  |       |  |  |                                   |  |  |                         |  |
|                                            |                              | Luisa Ferdinanda di Spagna              | Ferdinando VII di Spagna                   |  |  |       |  |  |                                   |  |  |                         |  |
|                                            |                              | Luisa Ferdinanda di Spagna              | Ferdinando VII di Spagna                   |  |  |       |  |  |                                   |  |  |                         |  |
|                                            |                              | Luisa Ferdinanda di Spagna              | Maria Cristina di Borbone-Due Sicilie      |  |  |       |  |  |                                   |  |  |                         |  |
|                                            |                              | Luisa Ferdinanda di Spagna              |                                            |  |  |       |  |  |                                   |  |  |                         |  |